# 1775
1775 (MDCCLXXV) là một năm thường bắt đầu vào Chủ Nhật của lịch Gregory (hay một năm thường bắt đầu vào thứ Năm, chậm hơn 11 ngày, theo lịch Julius).

## Sự kiện

### Tháng 1
- 17 tháng 1 - James Cook giành quyền sở hữu South Georgia cho Anh.
- 30 tháng 1 - Hoàng Ngũ Phúc đánh chiếm thành Phú Xuân, kinh đô Đàng Trong.

### Tháng 2
- 9 tháng 2 - Cách mạng Hoa Kỳ: Nghị viện Anh tuyên bố Massachusetts là một khu vực nổi loạn.
- 15 tháng 2 - Giáo hoàng Pius VI kế vị Giáo hoàng Clement XIV làm vị Giáo hoàng thứ 250.

### Thang 3
- 9 tháng 3 - Quân Trịnh đánh chiếm đồn Trung Sơn.
- 22 tháng 3 - Quân Trịnh đánh chiếm đồn Cẩm Lệ.

### Tháng 4
- Hoàng Ngũ Phúc vượt đèo Hải vân đánh bại Tây Sơn tại Cẩm Sa.

### Tháng 5
- Tống Phúc Hiệp đánh bại Tây Sơn tái chiếm Phú Yên,

### Tháng 7
- Nguyễn Huệ chiến thắng quân Nguyễn và đánh chiếm Phú Yên.

## Mất
- Ngày xx tháng xx: Hiếu Nghi Thuần hoàng hậu